# Студенчиці (Медводе)
Студенчиці (словен. Studenčice) — поселення в общині Медводе, Осреднєсловенський регіон, Словенія. 
Висота над рівнем моря: 553 м.